# Bucky Barnes (Marvel Cinematic Universe)
James Buchanan „Bucky“ Barnes je fiktivní postava z filmové série Marvel Cinematic Universe, založená na stejnojmenné postavě z komiksů Marvel Comics. Postava je také známa jako Winter Soldier, později i Bílý vlk (anglicky White wolf). Od začátku ho ve filmech hraje Sebastian Stan.
Barnes je nejlepší kamarád z dětství Steva Rogerse, který spolu s ním sloužil během druhé světové války, než byl přeměněn s pomocí vymytí mozku na vylepšeného agenta Hydry, Winter Soldiera. Později se stane nejlepším přítelem Sama Wilsona po Rogersově odchodu do důchodu.
Od jeho debutu ve filmu Captain America: První Avenger se objevil v dalších sedmi filmech a dvou seriálech.

## Fiktivní biografie

### Druhá světová válka
James Barnes se narodil 10. března 1917. Spolu se Stevem Rogersem se stali nejlepšími kamarády a při mnoha příležitostech Barnes chránil Rogerse před násilníky. Během druhé světové války byl Barnes povolán do americké armády, zatímco Rogers byl kvůli svým četným zdravotním problémům vyřazen ze služby. Barnes bojuje v Evropě, zatímco Rogers je vybrán pro projekt super-vojáka a stává se z něj Captain America.
V roce 1943, když byl na službě v Itálii, Rogers zjistil, že Barnesova jednotka byla zabita v bitvě proti nacistům. Rogers odmítá věřit, že je Barnes mrtvý, a spolu s Peggy Carterovou a Howardem Starkem odletí za nepřátelské linie, aby provedli pokus o sólovou záchranu. Rogers infiltruje základnu nacistické vědecké divize a osvobodí Barnese a další vězně. Barnes se stává součástí elitní jednotky sestavené Rogersem jménem Howling Commandos, která se účastní mnoha misí proti Hydře a nacistům. Během jedné takové mise však Barnes spadne z vlaku a je zdánlivě zabit.

### Voják Hydry
Experimenty Hydry na Barnesovi způsobí, že přežije svůj pád, ale Hydra mu vymyje mozek a udělá z něj Winter Soldiera, super-vojáka s kybernetickou paží. Během 20. století udělal Barnes mnoho atentátů a teroristických činů po celém světě. Mezi misemi, když není potřeba, je Barnes umístěn v kryogenním spánku. Během korejské války byl Barnes konfrontován americkým super-vojákem Isaiahem Bradleyem, který mu polovinu jeho kybernetické paže zničil během boje.
V roce 1991 Hydra pomocí Barnese zabila Howarda a Mariu Starkovi při atentátu, který měl vypadat jako autonehoda. Během atentátu zároveň vybral kufřík, ve kterém bylo další sérum pro vytvoření více super-vojáků.
V roce 2014 je Nick Fury přepaden útočníky vedenými Barnesem, stále působícím jako Winter Soldier, což vede Furyho k varování Rogerse, že S.H.I.E.L.D. byl kompromitován. Fury je zastřelen Barnesem, než předá Rogersovi zásadní flash disk. Rogers, Romanovová a Wilson jsou přepadeni Winter Soldierem, kterého Rogers později pozná jako Barnese. Rogers a Wilson později zaútočí na dva Helikariéry a vymění jejich řídicí čipy, ale Barnes zničí Wilsonův oblek a bojuje s Rogersem na třetím Helikariéru. Rogers ho odrazí a nahradí poslední disk. Rogers odmítá bojovat s Barnesem ve snaze změnit Winter Soldiera opět v přítele Buckyho, ale když se loď srazí s Triskelionem, Rogers je vyhozen do řeky Potomac. Barnes zachrání Rogerse, který je v bezvědomí.

### Ostatní Winter Soldierové a vymytí mozku
V roce 2016 byl Barnes obviněn za bombový útok ve Vídni, při kterém byl zabit wakandský král T'Chaka. Rogers a Wilson najdou Barnese v Bukurešti a pokoušejí se ho chránit před T'Chakovým pomstychtivým synem T'Challou, ale všechny čtyři, včetně T'Chally, jsou zadrženi policií a Rhodesem. S Barnesem ve vazbě se Zemo vydává za psychiatra a recituje slova, která Hydra používala pro vymytí mozku Winter Soldiera, aby ho Barnes poslechl. Pošle Barnese do základny, aby vyvolal chaos a Zemo tak zakryl svůj útěk. Rogers zastaví Barnese a skryje ho. Když je Barnes opět při smyslech, vysvětlí Rogersovi a Wilsonovi, že Zemo je ten kdo zaútočil ve Vídni. Poté jim řekne že po něm Zemo chtěl polohu základny Hydry na Sibiři, kde jsou ostatní Winter Soldierové.
Rogers nechce čekat, než najde Zema vláda a proto rekrutují Maximovovou, Bartona a Langa, aby jim pomohli. Tony Stark sestaví tým, který je má zastavit. Starkův tým zachytí Rogersův tým na letišti v Lipsku, kde bojovali, dokud Romanovová nedovolila Rogersovi a Barnesovi uprchnout. Rogers a Barnes jdou do základny Hydry. Později dorazí Stark a uzavře s nimi příměří. Tým zjistí, že ostatní super-vojáci byli zabiti Zemem, který se poté odhalil a ukázal jim záběry z autonehody z roku 1991, kdy Barnes zabil Starkovy rodiče. Rozzuřený Stark, zaútočil na Barnese, což vedlo k intenzivnímu boji, ve kterém Stark zničil Barnesovu robotickou ruku, ale Rogers deaktivuje Starkovu zbroj. Rogers odjíždí s Barnesem a nechává za sebou svůj štít. Později se Barnes, který ve Wakandě získal azyl, rozhodl vrátit do kryogenního spánku, dokud nebude nalezen lék na jeho vymytí mozku.
O něco později je Barnes vyléčen sestrou T'Chally Shuri, přičemž účinek spouštěcích slov je zrušen.

### Infinity War a Endgame
V roce 2018 dostal Barnes, který stále žije ve Wakandě, novou vybraniovou paži. Barnes se sejde s Rogersem poté, co dorazí Wilson, Romanovová, Maximovová, Vision, Rhodes a Banner. Připojuje se k boji proti armádě Outriders a je svědkem příchodu Thora, Rocketa a Groota. Když Thanos dorazí a luskne rukavicí nekonečna, Barnes se rozpadne.
V roce 2023 je Barnes obnoven k životu a přiveden ke zničené základně Avengers do boje proti alternativní verzi Thanose. Později se zúčastní Starkova pohřbu. Poté uvidí Rogerse, který vrací kameny nekonečna zpět do jejich časových os, a sleduje, jak starý Rogers předává svůj štít Wilsonovi.

### Po boku s Wilsonem

#### Nový Captain America a Flag Smashers
V roce 2024 žije Barnes v Brooklynu v New Yorku. Byl omilostněn z vězení a navštěvuje terapii, kde diskutuje o svých pokusech o nápravu činů, které způsobil jako Winter Soldier. Terapeut si poznamenává, že Barnes se izoluje od svých přátel a ignoruje zprávy od Wilsona. Barnes jí řekne, že provedl nápravu, včetně konfrontace s americkým senátorem, který byl dříve přidružen k Hydře, a kterému pomáhá postavit se před soud. Také se spřátelí se starším Japoncem jménem Yori, otcem jedné z obětí Winter Soldiera, ale neřekne mu o tom.
Barnes se brzy dozví, že americká vláda jmenovala Johna Walkera novým Kapitánem Amerikou a odchází na základnu USAF, aby s tím Wilsona konfrontoval, a vyjádřil svůj nesouhlas s tím, že se Wilson vzdal Rogersova štítu. Barnes se připojil k Wilsonovi při pátrání po Flag Smashers v Mnichově, kde zadrželi skupinu transportující léky a pokusili se zachránit rukojmí, který se nakonec ukázal jako vůdce Flag Smashers Karli Morgenthauová. Barnes a Wilson jsou napadeni Flag Smashers. Walker a jeho partner Lemar, jim přijdou na pomoc, ačkoli Flag Smashers uniknou. Walker požádá Barnese a Wilsona, aby se k němu připojili a pomohli GRC zrušit probíhající násilné revoluce po „Probliku“, ale oni to odmítají. Při cestě do Baltimoru Barnes představí Wilsona Isaiahovi Bradleymu, veteránovi, který byl prvním super-vojákem, se kterým Barnes bojoval během korejské války. Ten jima ale odmítá pomoci odhalit informace o dalších sérech super-vojáků kvůli jeho opovržení Barnesem. Později je Barnes zatčen za, zmeškání terapie nařízené soudem, ale je propuštěn, když zasáhne Walker.

#### Zemo a Dora Milaje
Barnes znovu odmítá spolupracovat s Walkerem a navrhuje, aby navštívili Zema, který je uvězněn v Berlíně, aby shromáždil informace týkající se Flag Smashers. Zemo s odvoláním na svou nenávist souhlasí, že jim pomůže. Barnes zorganizuje nepokoje ve vězení, aby pomohl Zemovi uniknout. Barnes, Zemo a Wilson cestují do Madripooru ve snaze najít zdroj nového séra pro vytvoření super-vojáka. V baru Barnes předstírá, že je opět pod kontrolou mysli jako Winter Soldier a zneškodní četné ozbrojené zločince. Jsou odvedeni k vysoce postavenému zločinci Selby, která odhalí, že Power Broker najala bývalého vědce Hydry, Dr. Wilfreda Nagela, aby sérum znovu vytvořil. Wilsonův převlek je ohrožen a Selby nařídí svým mužům, aby na ně zaútočili, ale ona sama je zabita. Jejich spasitelka Sharon Carterová žije jako uprchlík v Madripooru od roku 2016. Souhlasí s tím, že jim pomůže poté, co se Wilson nabídne, že ji omilostní, aby mohla vstoupit do USA. Cestují do Nagelovy laboratoře, kde ho konfrontují. Odhalí, že vyrobil dvacet lahviček séra a že je Morgenthauová ukradla. Zemo nečekaně zabije Nagela a laboratoř je zničena. Barnes, Wilson a Carterová bojují s lovci, dokud Zemo nezíská auto a neuniknou. Barnes, Zemo a Wilson cestují do Lotyšska, kde si všimne Barnes sledovacího zařízení z Wakandy. Konfrontuje Wakanďanku Doru Milaje, která požaduje, aby jim vydali Zema.
Ayo dává Barnesovi osm hodin, aby využil Zema, než ho Wakanďané vezmou, protože Zemo zabil jejich krále T'Chaku. Když Ayo a Dora Milaje přijdou pro Zema, Walker ho odmítne předat a Barnes se přimlouvá, což způsobí, že Ayo použije bezpečnostní prostředek, který deaktivuje Barnesovo vibraniové rameno.

#### Porážka Flag Smashers
Walker, který si vzal sérum super-vojáka a rozzuřený smrtí svého partnera Lemara, použil svůj štít k zabití jednoho z členů Flag Smashers před zděšenými kolemjdoucími, kteří natáčejí jeho čin. Wilson a Barnes požadují štít od Walkera a zahájí boj, ve kterém Walker zničí Wilsonovu výbavu. Boj končí tím, že Wilson a Barnes vezmou štít a zlomí Walkerovi ruku. Barnes najde Zema v Sokovii a předá ho Dore Milaje. Barnes později cestuje do Wilsonova rodného města v Louisianě, aby doručil kufřík od Wakanďanů po Wilsona. Později trénují Barnes a Wilson se štítem a souhlasí, že zapomenou na své minulosti a budou spolupracovat.
Barnes se vrací do New Yorku, kde narazí na Carterovou. Poté bojuje proti Flag Smashers a zachrání rukojmí GRC před žhářstvím. Poté, co Walker a Flag Smashers udělají totéž, Barnes pomůže Walkerovi a připojí se k Wilsonovi, který je ve svém novém obleku, najít Flag Smashers poté, co jim Batroc pomůže uniknout. Barnes a Walker přepadli tři členy Flag Smashers a vzali je do vazby. Členové GRC jsou zachráněni, Barnes si poslechne Wilsonův projev, než odejde se zraněnou Carterovou. Poté jde do Yoriho bytu a říká mu, že jako Winter Soldier zabil jeho syna. Později přijde Barnes do Louisiany, kde se potká s Wilsonem a rozhodne se tam zůstat.

## Alternativní verze

### Co kdyby…?

#### Po boku kapitánky Carterové
V alternativním roce 1943 Barnes bojuje po boku kapitánky Carterové, Rogerse a Howling Commandos během druhé světové války.

#### Zombie
V alternativním roce 2018 je Barnes jedním ze zbývajících přeživších na Zemi po vypuknutí kvantového viru. Během cesty do Camp Lehigh při hledání léku je Barnes nucen zabít zombifikovaného Rogerse a získat jeho štít. V táboře skupina bojuje s Wandou Maximovovou a Barnes zemře, když ho Wanda Maximovová telekineticky odhodí.

## Výskyt

### Filmy
- Captain America: První Avenger
- Captain America: Návrat prvního Avengera
- Ant-Man (potitulková scéna)
- Captain America: Občanská válka
- Black Panther (potitulková scéna)
- Avengers: Infinity War
- Avengers: Endgame
- Captain America: Nový svět
- Thunderbolts (připravovaný)

### Seriály
- Falcon a Winter Soldier
- Co kdyby…?